# تام لاکوکس
تام لاکوکس (انگلیسی: Tom Lacoux؛ زادهٔ ۲۵ ژانویهٔ ۲۰۰۲) بازیکن فوتبال اهل فرانسه است.